# Temporada 1953-54 de los New York Knicks
La temporada 1953-54 fue la octava de los New York Knicks en la NBA. La temporada regular acabó con 44 victorias y 28 derrotas, clasificándose para los playoffs, en los que fueron eliminados en la liguilla de semifinales de división por los Syracuse Nationals y los Boston Celtics, perdiendo los cuatro partidos disputados.

## Elecciones en elDraft
| Ronda | Puesto | Jugador      | Posición | Nacionalidad   | Universidad   |
| ----- | ------ | ------------ | -------- | -------------- | ------------- |
| T     | --     | Walter Dukes | Pívot    | Estados Unidos | Seton Hall    |
| 2     | 9      | Don Ackerman | Base     | Estados Unidos | Long Island   |
| 2     | 15     | Neil Gordon  | Alero    | Estados Unidos | Furman        |
| 4     | 35     | Joe Smyth    | Alero    | Estados Unidos | Niagara       |
| 5     | 44     | Bob Santini  | Alero    | Estados Unidos | Iona          |
| 6     | 53     | Richard Atha | Base     | Estados Unidos | Indiana State |

## Temporada regular
| División Este         | División Este | División Este | División Este | División Este | División Este | División Este | División Este | División Este |
| Equipo                | G             | P             | %             | PD            | Casa          | Fuera         | Neutral       | Div           |
| --------------------- | ------------- | ------------- | ------------- | ------------- | ------------- | ------------- | ------------- | ------------- |
| x-New York Knicks     | 44            | 28            | .611          | –             | 18–8          | 15–13         | 11–7          | 24–16         |
| x-Syracuse Nationals  | 42            | 30            | .583          | 2             | 26–6          | 11–17         | 5–7           | 21–19         |
| x-Boston Celtics      | 42            | 30            | .583          | 2             | 17–6          | 10–19         | 15–5          | 25–15         |
| Philadelphia Warriors | 29            | 43            | .229          | 15            | 10–9          | 6–16          | 13–18         | 19–21         |
| Baltimore Bullets     | 16            | 56            | .222          | 28            | 12–18         | 0–22          | 4–16          | 11–29         |

## Playoffs

### Liguilla de semifinales de División
| Equipo             | Ganados | Perdidos |
| ------------------ | ------- | -------- |
| Syracuse Nationals | 4       | 0        |
| Boston Celtics     | 2       | 2        |
| New York Knicks    | 0       | 4        |

## Estadísticas
| Rk | Jugador           | Edad | P  | PT | MP   | TC  | TCI  | %TC  | 3P | 3PI | %3P | TL  | TLI | %TL  | RO | RD | RT   | AS  | RB | TAP | BP | FP  | PTS  |
| 1  | Carl Braun        | 26   | 72 |    | 33.0 | 4.9 | 12.3 | .400 |    |     |     | 4.9 | 6.0 | .825 |    |    | 3.4  | 2.9 |    |     |    | 3.6 | 14.8 |
| 2  | Harry Gallatin    | 26   | 72 |    | 37.4 | 3.6 | 8.9  | .404 |    |     |     | 6.0 | 7.7 | .784 |    |    | 15.3 | 2.1 |    |     |    | 2.9 | 13.2 |
| 3  | Connie Simmons    | 28   | 72 |    | 27.9 | 3.5 | 9.9  | .358 |    |     |     | 2.9 | 4.2 | .689 |    |    | 6.7  | 1.8 |    |     |    | 3.3 | 10.0 |
| 4  | Nathaniel Clifton | 31   | 72 |    | 30.3 | 3.6 | 9.7  | .368 |    |     |     | 2.4 | 3.8 | .628 |    |    | 7.3  | 2.4 |    |     |    | 3.0 | 9.6  |
| 5  | Dick McGuire      | 28   | 68 |    | 34.5 | 3.0 | 7.3  | .408 |    |     |     | 3.2 | 5.1 | .638 |    |    | 4.6  | 5.2 |    |     |    | 2.9 | 9.1  |
| 6  | Fred Schaus       | 28   | 44 |    | 28.3 | 3.1 | 8.0  | .386 |    |     |     | 2.6 | 3.3 | .793 |    |    | 4.9  | 2.0 |    |     |    | 3.2 | 8.8  |
| 7  | Vince Boryla      | 26   | 52 |    | 29.3 | 3.4 | 10.1 | .333 |    |     |     | 1.3 | 1.6 | .864 |    |    | 2.5  | 1.5 |    |     |    | 2.5 | 8.1  |
| 8  | Jim Baechtold     | 26   | 70 |    | 23.2 | 2.4 | 6.6  | .366 |    |     |     | 1.9 | 2.5 | .757 |    |    | 2.6  | 1.7 |    |     |    | 2.8 | 6.8  |
| 9  | Ernie Vandeweghe  | 25   | 15 |    | 18.1 | 2.5 | 6.9  | .359 |    |     |     | 1.7 | 2.1 | .806 |    |    | 1.3  | 1.9 |    |     |    | 2.5 | 6.6  |
| 10 | Ed Smith          | 24   | 12 |    | 10.6 | 1.2 | 4.1  | .286 |    |     |     | 0.6 | 1.1 | .538 |    |    | 2.7  | 0.8 |    |     |    | 1.4 | 2.9  |
| 11 | Alfred McGuire    | 25   | 64 |    | 13.3 | 0.9 | 2.8  | .328 |    |     |     | 0.9 | 2.1 | .436 |    |    | 1.9  | 1.6 |    |     |    | 2.3 | 2.7  |
| 12 | Joe Smyth         | 24   | 8  |    | 7.4  | 0.6 | 1.9  | .333 |    |     |     | 0.6 | 1.1 | .556 |    |    | 1.3  | 0.3 |    |     |    | 1.0 | 1.9  |
| 13 | Don Ackerman      | 23   | 28 |    | 7.9  | 0.5 | 2.3  | .222 |    |     |     | 0.5 | 1.0 | .536 |    |    | 0.5  | 0.8 |    |     |    | 1.5 | 1.5  |

## Galardones y récords
| Jugador        | Galardón                    |
| Harry Gallatin | Mejor quinteto de la NBA    |
| Carl Braun     | 2º Mejor quinteto de la NBA |